# 關俊笙
關俊笙（英語：Leon Kwan，約1997年—）前2019年香港區議會選舉元朗區議會富恩選區的當選區議員。他為是政治素人以及地區組織天水連線成員。關俊笙原為一名圍棋老師，因在網上結識同區其他有意參選的政治素人，最終決定參選區議會，時年22歲。

## 參選前的政治參與
關俊笙為一名圍棋老師。他在接受獨立媒體訪問時，表示原打算隨母移民海外，但因受反對逃犯條例修訂草案運動的影響，決定放棄移民、留港參選，以進入議會作為抗爭方式。反修例事件觸發網上的「反自動當選運動」，關俊笙為網上元朗區反自動當選討論群組的管理員之一。

2019年7月26日，關俊笙與元朗區的居民林進、伍健偉及林家律，於警方拒絕向「光復元朗」遊行發起人鍾健平發出不反對通知書後，就擬訂於2019年7月27日舉行的遊行方案提出修訂。關俊笙為申請人，其表示對警方不接納鍾健平的遊行方案感到震驚，並重申市民享有遊行的權利。警方於2019年7月26日就上述修訂方案，發出反對通知書。關俊笙及另外三名元朗居民表示不會再作上訴，但強調警方須為明天可能發生的嚴重後果負責。

## 2019年香港區議會選舉
2019年7月，關俊笙與另外四名天水連線成員－林進、梁榮生、侯文健及伍健偉，準備參加區議會選舉。他在2019年10月4日正式遞交提名參選該選區。後來，獲編為該選區的2號候選人，時年22歲，終以4325票當選，擊敗同區劉桂容的3557票。

## 當選後工作及事件

### 非官方宣誓儀式被騷擾
關俊笙於2020年1月1日，與其他13名民主派區議員在元朗天水圍公園內舉行宣誓儀式。雖然法例未有規定區議員需要進行宣誓，惟有關區議員表示因香港人的付出造就其當選，故選擇在上任首日進行宣誓。於儀式尾聲時，有一名女士在場喧嘩，並以購物手拉車意圖襲擊在場的區議員。在場傳媒試圖向其了解行動動機，該名女士更拍打傳媒的拍攝器材，引起混亂。

### 遊行要求徹查元朗襲擊事件被拘捕
2020年7月19日, 關在內的多名元朗區議員在計劃襲擊事件事發地點遊行前往元朗警署，要求警方徹查事件真相，尤其是有關「警黑勾結」的嫌疑。雖然因應政府近日再度修緊防疫措施，遊行隊伍已經根據限聚令改為每4人為一隊以免被票控，但是大批防暴警察依然多次截查遊行隊伍。其中，警方更以涉嫌組織未經批准集結的罪名，把候及其天水連線的黨友伍健偉、林進和侯文健拘捕。4人在被拘留24小時後終獲釋，直指警方是因近日有傳媒揭發更多7-21襲擊涉嫌警黑合謀的證據，質疑其今次拘捕行動是報復。

## 資料來源
1. ↑  . 香港獨立媒體網.   [2020-02-22]. （原始内容存档于2020-02-22）.
2. ↑  呂諾君. . 香港01. 2019-09-16  [2020-02-22]. （原始内容存档于2020-04-14） （中文（香港））.
3. ↑  . on.cc東網.   [2020-02-22]. （原始内容存档于2020-02-22） （中文（香港））.
4. ↑  梁妍玲. . 香港01. 2019-07-26  [2020-02-22]. （原始内容存档于2021-02-28） （中文（香港））.
5. ↑  . news.rthk.hk.   [2020-02-22] （中文（臺灣））.
6. ↑  . www.elections.gov.hk.   [2020-02-22]. （原始内容存档于2019-11-28）.
7. ↑  . www.elections.gov.hk.   [2020-02-22]. （原始内容存档于2019-11-28）.
8. ↑  . Apple Daily 蘋果日報.   [2020-02-22]. （原始内容存档于2020-02-22） （中文）.
9. ↑  湯惠芸. .   [2020-07-22]. （原始内容存档于2020-08-17）.